# Marcus G. Patka
Marcus G. Patka (* 1966 in Wien) ist ein österreichischer Historiker und Germanist.

## Leben
Nach der Matura am neusprachlichen Bundesgymnasium Wien XVIII studierte er Germanistik, Philosophie, Publizistik und Musikwissenschaft an der Universität Wien. Danach war er freier Mitarbeit bei Die Presse und Der Standard, 1990 folgte die Sponsion. 1994 wurde er als Forschungsstipendiat bei Erika Weinzierl und Wendelin Schmidt-Dengler zum Dr. phil. promoviert.
1996 und 1998 folgten weitere Forschungsprojekte. 1997 war er wissenschaftlicher Mitarbeiter im Bereich Exil beim Dokumentationsarchiv des Österreichischen Widerstandes und Vertretungsassistent bei Herbert Zeman am Institut für Germanistik.
Seit 1998 ist er Kurator am Jüdischen Museum Wien, dort zuständig für die Konzeption temporärer Ausstellungen, den Aufbau des Digitalen Medienarchivs und die Kultur- und Zeitgeschichte. 2003 war er für ein Internship am Jewish Museum in New York City. Lehraufträge führten ihn 2004 und 2006 an die Portland State University in Oregon. Seit 2005 gehört er dem Board des Instituts für Biographik der Ludwig Boltzmann Gesellschaft an. 2009 erhielt er die Wissenschafts- und Forschungsförderung der Kulturabteilung der Stadt Wien. Seit 2012 ist er auch am Institut für Zeitgeschichte der Universität Wien tätig, wo er sich 2014 habilitierte.
Seine Forschungsschwerpunkte sind u. a. Jüdische Geschichte, Zeit des Nationalsozialismus, Exil und Kultur. Er ist u. a. Mitglied der Theodor Kramer Gesellschaft, der Österreichischen Gesellschaft für Germanistik, der Forschungsgesellschaft Quatuor Coronati, der Manès-Sperber-Gesellschaft und der Gesellschaften für Exilforschung in Österreich und Deutschland.

## Schriften (Auswahl)
- Egon Erwin Kisch: Stationen im Leben eines streitbaren Autors (= Literatur in der Geschichte, Geschichte in der Literatur. Bd. 41). Böhlau, Wien u. a. 1997, ISBN 3-205-98612-1.
- (Hrsg.): Der rasende Reporter Egon Erwin Kisch: Eine Biographie in Bildern. Mit einem Vorwort von Hellmuth Karasek, Aufbau-Verlag, Berlin 1998, ISBN 3-351-02472-X.
- Zu nahe der Sonne: deutsche Schriftsteller im Exil in Mexiko (= Aufbau-Taschenbücher. 8034). Aufbau-Taschenbuch, Berlin 1999, ISBN 3-7466-8034-4.
- mit Heinz Lunzer, Viktoria Lunzer-Talós (Hrsg.): „Was wir umbringen“: „Die Fackel“ von Karl Kraus. [Eine Ausstellung des Jüdischen Museums der Stadt Wien, 23. Juni – 1. November 1999]. Mandelbaum, Wien 1999, ISBN 3-85476-024-8.
- mit Elke Krasny, Christian Rapp, Nadia Rapp-Wimberger (Hrsg.): Von Samoa zum Isonzo: Die Fotografin und Reisejournalistin Alice Schalek. [Eine Ausstellung des Jüdischen Museums der Stadt Wien, 9. November bis 30. Jänner 2000. Zu sehen beim „Stern“ im Verlagshaus von Gruner & Jahr in Hamburg im Juli 2000]. Im Auftrag des Jüdischen Museums der Stadt Wien mit Unterstützung des "Stern", Mandelbaum, Wien 1999, ISBN 3-85476-030-2.
- mit Peter Goßens (Hrsg.): „Displaced“: Paul Celan in Wien 1947–1948. [Anläßlich der Ausstellung „Displaced. Paul Celan in Wien 1947–1948“ im Jüdischen Museum Wien, 14. November 2001 bis 24. Februar 2002]. Im Auftrag des Jüdischen Museums Wien, Suhrkamp, Frankfurt am Main 2001, ISBN 3-518412-73-6.
- mit Alfred Stalzer (Hrsg.): Die Welt des Karl Farkas: [Begleitpublikation zur Ausstellung „Sie Werden Lachen! Die Welt des Karl Farkas“ des Jüdischen Museums der Stadt Wien von 4. April – 1. Juli 2001] (= Wiener Persönlichkeiten. Bd. 2). Holzhausen, Wien 2001, ISBN 3-85493-034-8.
- mit Michael Haas (Hrsg.): Hans Gál und Egon Wellesz: Continental britons. Ausstellung „Continental Britons – Hans Gál und Egon Wellesz“ des Jüdischen Museums der Stadt Wien vom 25. Februar – 2. Mai 2004 (= Musik des Aufbruchs). Im Auftrag des Jüdischen Museums Wien, Mandelbaum-Verlag, Wien 2004, ISBN 3-85476-116-3.
- (Hrsg.): Theodor Herzl: Die treibende Kraft. Feuilletons. Picus, Wien 2004, ISBN 3-85452-483-8.
- (Hrsg.): Ignaz Hermann Körner: Lexikon jüdischer Sportler in Wien, 1900–1938. [Begleitpublikation zur Ausstellung „100 Jahre Hoppauf Hakoah“ des Jüdischen Museums der Stadt Wien von 4. Juni bis 7. September 2008]. Mandelbaum-Verlag, Wien 2008, ISBN 978-3-85476-265-2.
- mit Marcel Atze (Hrsg.): Die „Gefahren der Vielseitigkeit“: Friedrich Torberg 1908–1979. [Anläßlich der Ausstellung Die Gefahren der Vielseitigkeit. Friedrich Torberg 1908–1979 im Jüdischen Museum Wien in Kooperation mit der Wienbibliothek im Rathaus. Vom 17. September 2008 bis 1. Februar 2009] (= Wiener Persönlichkeiten. Bd. 6). Holzhausen, Wien 2008, ISBN 978-3-85493-156-0.
- Wege des Lachens: Jüdischer Witz und Humor aus Wien (= Enzyklopädie des Wiener Wissens. Bd. 13). Verlag Bibliothek der Provinz, Weitra 2010, ISBN 978-3-902416-78-0.
- Österreichische Freimaurer im Nationalsozialismus: Treue und Verrat. Böhlau, Wien u. a. 2010, ISBN 978-3-205-78546-0.
- Freimaurerei und Sozialreform: Der Kampf für Menschenrechte, Pazifismus und Zivilgesellschaft in Österreich 1869–1938. Löcker, Wien 2011, ISBN 978-3-85409-594-1.
- mit Alfred Stalzer (Hrsg.): Alle Meschugge?: Jüdischer Witz und Humor. [Anlässlich der gleichnamigen Ausstellung im Jüdischen Museum Wien, 20. März bis 8. September 2013]. Amalthea, Wien 2013, ISBN 978-3-85002-825-7.
- Weltuntergang: Jüdisches Leben und Sterben im Ersten Weltkrieg. [Anlässlich der gleichnamigen Ausstellung im Jüdischen Museum Wien, 1. April bis 14. September 2014]. Im Auftrag des Jüdischen Museums Wien, Styria Premium, Wien u. a. 2014, ISBN 978-3-222-13434-0.
- mit Alfred Stalzer (Hrsg.): Stars of David: Der Sound des 20. Jahrhunderts. Im Auftrag des Jüdischen Museums Wien, Hentrich & Hentrich, Berlin 2016, ISBN 978-3-95565-136-7.
- mit Caitlin Gura (Hrsg.): Who Cares? Jüdische Antworten auf Leid und Not. Im Auftrag des Jüdischen Museums Wien, Sammelband, Katalog zur Ausstellung 31. Jänner 2024 bis 1. September 2024, Jüdisches Museum Wien, Residenz Verlag, Salzburg Wien 2024, ISBN 978-3-7017-3614-0.